# 第八屆立法院
第8屆立法院是中華民國行憲後的第八屆立法院，該屆立法委員任期自2012年2月1日起至2016年1月31日止，由中華民國自由地區選舉產生，本屆共召開了8次正常會期以及6次的臨時會。
本屆由執政的中國國民黨佔過半數優勢席次。立法院在這段期間開始向新北市政府申請撥用土地，並於臺北市青島東路設置「青島三館」。

## 席次概況
| 顏色   | 政黨名稱     | 當選時席次 | 解散時席次 | 席次變化 | 備註                                         |
| ------ | ------------ | ---------- | ---------- | -------- | -------------------------------------------- |
|        | 中國國民黨   | 64         | 64         | -        |                                              |
|        | 民主進步黨   | 40         | 40         | -        |                                              |
|        | 台灣團結聯盟 | 3          | 3          | -        |                                              |
|        | 親民黨       | 3          | 2          | ▼1       | 林正二遭判決褫奪公權，喪失立法委員資格。     |
|        | 無黨團結聯盟 | 2          | 1          | ▼1       | 顏清標遭判決褫奪公權，喪失立法委員資格。     |
|        | 民國黨       | 0          | 1          | ▲1       | 徐欣瑩退出中國國民黨，並自行組建政黨。       |
|        | 無黨籍       | 1          | 1          | -        |                                              |
| 總席次 | 總席次       | 113        | 112        | ▼1       | 林正二喪失席位後因選制緣故不遞補，議席懸缺。 |

註：粗體字者為執政黨。

## 重大事件

### 監聽國會事件
2013年9月，最高法院檢察署特別偵查組公佈了偵辦民主進步黨立法院黨團總召柯建銘關說案的監聽資訊，揭露其與時任立法院院長王金平的通話內容。未料此舉反遭民進黨立法委員發現，特偵組疑似長期監聽多位委員，引發朝野譁然，不分黨派委員紛紛質疑此舉嚴重侵犯立法权。
此案後續衍生的九月政爭，也導致立法院捲入與總統府的對抗之中：兼任中國國民黨主席的總統馬英九以特偵組的偵查結果為由，迅速主導考紀會作成開除王金平黨籍的決議，欲使身為國民黨不分區立法委員的王金平喪失立委資格，連帶失去國會議長的位置。但立法院秘書處卻以「公文送達已超過下班時間」為由，拒收國民黨考紀會的來函；而王金平本人也向臺北地方法院提起「定暫時狀態假處分」，獲法院裁准而保住立院龍頭之位。

### 太陽花學運

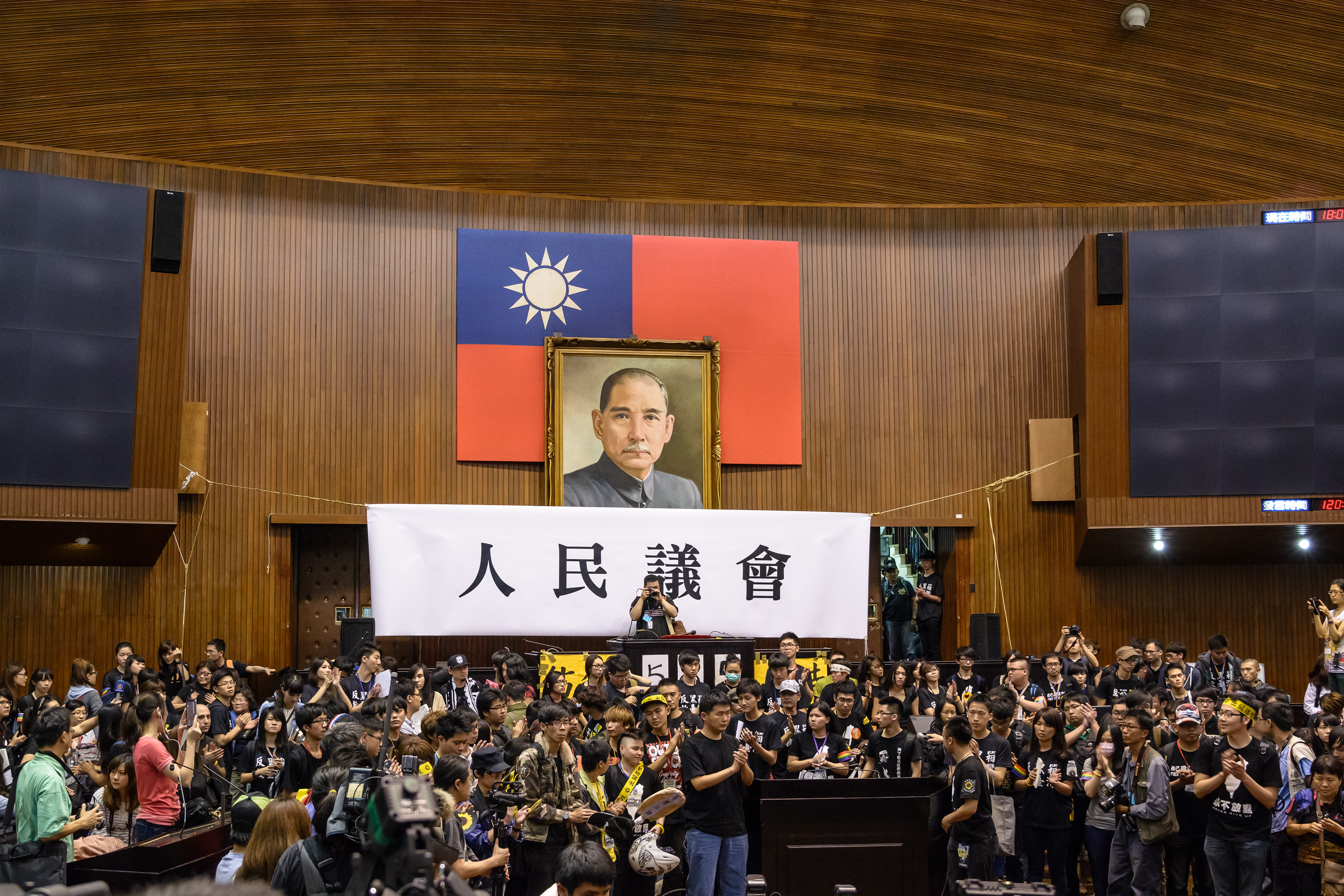
抗議群眾佔領立法院議場

2014年3月，因《海峽兩岸服務貿易協議》的審查爭議導致了太陽花學運的爆發，抗議群眾衝入立法院並佔領議場長達近一個月，是中華民國憲政史上首次國會遭到佔領。3月23日晚間，抗爭團體由青島東路側門闖入院內，警方進行了四次攻堅未果，最後放棄奪回控制權；隔日，時任立法院院長王金平指示「保護議場內學生」，拒絕動用國會警察權鎮壓，並鼓勵抗議學生與行政部門進行對話。抗爭持續至4月初，王金平進到議場內探視並承諾「逐條審查服貿協議」後，群眾才在4月11日結束佔領。
學運期間，立法院的大部分議程受影響而暫停，僅有少數議事在議場以外的其他院區進行。另外，由於在野的民主進步黨與台灣團結聯盟支持學運行動，民進黨黨團即下達動員令，由黨團成員輪流鎮守議場門口，防止場內群眾遭到警方入內鎮壓；許多學運領袖也藉由在野黨立委的帶領，順利進出抗爭現場。（按：立院駐衛警無權攔阻立法委員及其帶入之人。）

## 主要議案

### 通過法案
第8屆立法院通過制定了以下主要法案：
- 《兒童權利公約施行法》
- 《身心障礙者權利公約施行法》
- 《跨國移交受刑人法》
- 《電子支付機構管理條例》[2]:1-3
- 《聯合國反貪腐公約施行法》[3]:3-5
- 《條約締結法》[4]:131-143

除此之外，本屆立法院另通過以下重要法案的修正或國際條約的審查：
- 《國防法》：增訂第31條，要求國防部定期向立法院提出軍事政策、建軍備戰及軍備整備之報告書。
- 《會計法》：修正第99條之1規定，將特別費擴大適用於民意代表，引發爭議後由行政院提出覆議，最終決議撤回。
- 《公司法》：增訂第5章第13節允許設立「閉鎖性股份有限公司」，以及第154條第2項「揭穿公司面紗原則（英语：Piercing the corporate veil）」等。
- 《刑事訴訟法》：增訂提起再審門檻之「新規性」與「確實性」要件等。
- 《中華民國刑法》：增訂第5章之1變更沒收制度規定、下修第185條之3《不能安全駕駛罪》酒精濃度值至0.25。
- 《臺日漁業協議》：予以通過，於2013年生效。
- 《臺紐經濟合作協定》：予以通過，於2014年正式生效。
- 《臺星經濟夥伴協定》：予以通過，於2015年正式生效。
- 《軍事審判法》：回應洪仲丘事件，廢除非戰時的軍事審判，平時軍法案件回歸普通法院審理。
- 《高級中等教育法》：廢止《高級中學法》並取代之。[5]

### 不信任案

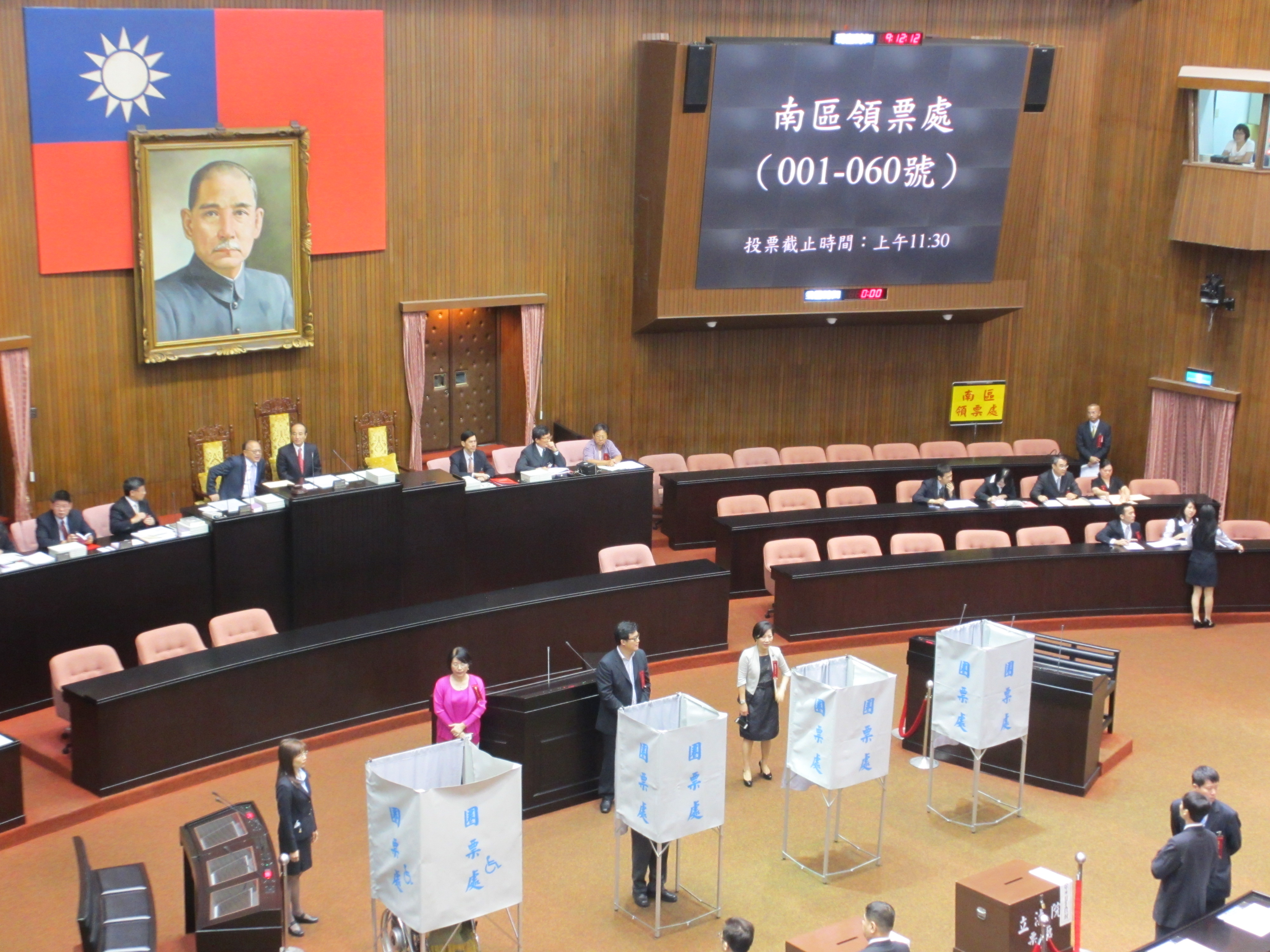
針對行政院院長江宜樺的倒閣案投票現場

- 2012年9月18日：反对党立法委員柯建銘等43人對時任行政院院長陳沖提出不信任案，於同月22日表決未獲通過。[6]:129-130
- 2013年10月11日：民主進步黨黨團與台灣團結聯盟黨團聯合對時任行政院院長江宜樺提出不信任案，於15日表決未獲通過。

### 總統罷免案
2012年5月15日，時任總統馬英九第一任期結束前五日，民進黨黨團與台聯黨黨團以“矮化主權、救災無能”等十項理由提出總統罷免案，不過由於執政的中國國民黨握有絕對多數席次，因此罷免案在程序委員會即被封殺；此外由於馬英九任期僅剩五天結束並開始第二任期，因此執政黨也質疑該罷免案不具正當性。

## 補選
- 2013年臺中市第二選舉區立法委員缺額補選：原立委顏清標（  無黨團結聯盟）因貪瀆案遭判褫奪公權確定而喪失立委資格，由顏寬恒（  中國國民黨）當選遞補。
- 2015年彰化縣第四選舉區立法委員缺額補選：原立委魏明谷（ 民主進步黨）因參選彰化縣縣長而辭職，由陳素月（ 民主進步黨）當選遞補。
- 2015年苗栗縣第二選舉區立法委員缺額補選：原立委徐耀昌（  中國國民黨）因當選苗栗縣縣長依法辭職，由徐志榮（  中國國民黨）當選遞補。
- 2015年屏東縣第三選舉區立法委員缺額補選：原立委潘孟安（ 民主進步黨）因當選屏東縣縣長依法辭職，由莊瑞雄（ 民主進步黨）當選遞補。
- 2015年臺中市第六選舉區立法委員缺額補選：原立委林佳龍（ 民主進步黨）因當選臺中市市長依法辭職，由黃國書（ 民主進步黨）當選遞補。
- 2015年南投縣第二選舉區立法委員缺額補選：原立委林明溱（  中國國民黨）因當選南投縣縣長依法辭職，由許淑華（  中國國民黨）當選遞補。

## 外部連結
- 立法院智庫知識平台 （页面存档备份，存于）